# Sugawara denju tenarai kagami
Sugawara denju tenarai kagami (菅原伝授手習鑑) est une pièce japonaise de théâtre bunraku et kabuki écrite conjointement par Takeda Izumo I., Takeda Izumo II., Namiki Sōsuke et Miyoshi Shōraku. Avec Yoshitsune senbon-sakura et Kanadehon chūshingura, c'est l'une des trois pièces les plus célèbres et populaires du répertoire kabuki. Sugawara est d'abord représenté en pièce de théâtre de marionnettes en août 1746 au Takemoto-za d'Osaka, puis sur la scène kabuki le mois suivant à Kyoto. Les débuts à Edo ont lieu au Ichimura-za au cours du mois de mars suivant.

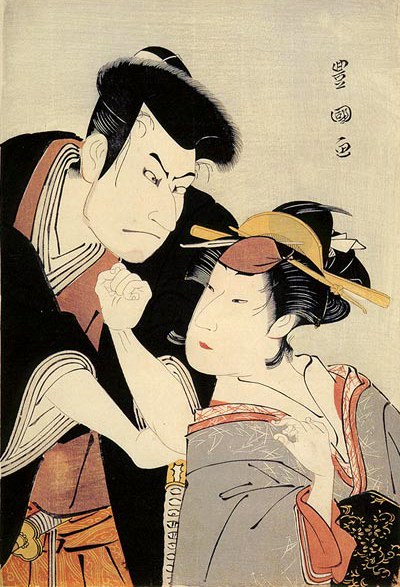
Nakazō Nakamura II dans le rôle de Matsuō-maru (à gauche) et Noshio Nakamura II en Chiyo dans la mise en scène de mai 1796 de Terakoya de Sugawara denju tenarai kagami, par Utagawa Toyokuni I.

La pièce, qui se déroule au IXe siècle, est basée sur la vie du noble de cour et fonctionnaire du gouvernement de l'époque de Heian Sugawara no Michizane (appelé Kan Shōjō dans la pièce), exilé dans le Kyūshū quand il perd la faveur à la cour et faussement accusé de complot pour s'emparer du trône. Un ensemble fictif de triplets nommés Umeōmaru, Sakuramaru et Matsuōmaru, personnages inventés pour la pièce, jouent également un rôle important, chacun prouvant sa loyauté et son service auprès de Kan Shōjō dans différentes scènes. L'antagoniste est Fujiwara no Shihei (藤原時平), dont le nom s'écrit avec le même kanji que le Fujiwara no Tokihira historique.
Comme la plupart des pièces kabuki en cinq actes, le Sugawara denju tenarai kagami  est très rarement joué dans son intégralité. À la place, une sélection de scènes sera choisie, ou une scène unique sera associée à des scènes d'autres pièces, des drames dansés, ou d'autres pièces pour constituer le programme d'une journée. La scène la plus populaire et la plus souvent représentée de cette pièce est Terakoya (寺子屋, école de temple),  troisième scène du quatrième acte. Les scènes Yasui no Hama (acte II, deuxième scène) et Kitasaga (acte IV, deuxième scène) ont toujours été données en bunraku, jamais en kabuki. La scène Kurumabiki (acte III, première scène) est considérée comme un modèle de la forme aragoto et de l'essence du kabuki.

## Synopsis
La version intégrale de Sugawara se compose de douze scènes en cinq actes. Bien que destinée à l'origine à être représentée dans la plus grande partie de la journée, les modes de jeu ont changé et la version complète prendrait aujourd'hui deux fois plus longtemps en raison du style et de la vitesse des formes actuelles de jeu.
Pour cette raison et d'autres, les pièces de kabuki ne sont presque jamais représentées dans leur intégralité aujourd'hui, et Sugawara ne fait pas exception. La version standard complète de toute pièce est appelée toshi kyōgen qui, dans le cas de Sugawara, se compose de six des douze scènes. Cependant, encore une fois, comme c'est le cas avec la plupart des pièces, des scènes individuelles ou des éléments de Sugawara peuvent être joués seul dans le cadre du programme de ces pièces morceaux d'une journée.
La structure fondamentale de la pièce est tout à fait conforme à celle des formes de théâtre traditionnels japonais dans son ensemble. La philosophie jo-ha-kyū est partout employée comme les actions, les scènes, les actes et la pièce dans son ensemble commencent sur un rythme lent (jo), puis s'accélère  (ha) et finit rapidement (kyū). Par ailleurs, Sugawara suit la structure traditionnelle en cinq actes et les thèmes traditionnellement associés à des actes particuliers. Le premier acte commence calmement et sous de bons auspices, y compris les scènes au palais impérial. Le deuxième acte comprend un combat et un assassinat. Le troisième acte est une forme d'insertion du genre sewamono dans un conte du genre jidai mono, se détournant des affaires de guerriers et de la politique pour se concentrer sur la vie des gens du peuple. Le quatrième acte, qui est souvent un voyage (voir michiyuki) dans d'autres pièces, métaphoriquement associé à un voyage en enfer, contient une spectaculaire tempête et un éprouvant voyage pour Kan Shōjō qui devient enragé devant les activités traîtresses de Shihei et se tue, devenant un dieu du tonnerre. Le cinquième acte conclut rapidement l'intrigue et revient à des thèmes de bon augure.
Le résumé de l'intrigue qui suit est basé sur la version complète de douze scènes.

### Acte I
La pièce s'ouvre alors qu'un envoyé de la Chine arrive pour peindre un portrait de l'empereur. L'empereur est malade, cependant, et un remplaçant doit être choisi ; Shihei se porte volontaire, comme une indication ou reflet de ses propres objectifs ambitieux, mais à la suggestion de Kan Shōjō et sur la décision de l'empereur, le prince Tokiyo est choisi. Comme l'amour de Tokiyo, Kariya, est la fille adoptive de Kan Shōjo, Shihei voit cela comme du favoritisme et en est contrarié. L'empereur ordonne également à Kan Shōjo de transmettre ses secrets de calligraphie à un disciple de son choix.
La deuxième scène représente une réunion entre le prince Tokiyo et Kariya, organisée par Sakuramaru. Kariya est une roturière, seulement adoptée dans le monde de la cour impériale et leur amour est tabou. Lorsque la réunion est découverte par un des agents de Shihei, le couple est contraint de fuir et de se cacher et Sakuramaru est déshonoré.
Kan Shōjō transmet ses secrets à Genzō, un de ses anciens disciples banni de la cour après être tombé amoureux avec une dame d'honneur du nom de Tonami. Kan Shōjō est plus tard convoqué devant l'empereur mais perd son chapeau en chemin, ce qui est un mauvais présage. Il est accusé par Shihei de complot, par le biais du mariage de Kariya et Tokiyo, pour s'emparer du pouvoir et est ensuite exilé à Dazaifu. Genzō et Tonami, avec l'aide d'Umeōmaru, emmènent Kan Shūsai, le fils de Shōjō, avec eux à leur petite école dans les provinces, afin de le garder à l'abri de Shihei et de ses projets,.

### Acte II
Le deuxième acte se déroule au temple bouddhiste Dōmyō-ji où Kan Shōjō attend son escorte pour Dazaifu et où Kariya reste avec sa sœur aînée Tatsuta. Kariya est réprimandée et battue par sa mère, Kakuju, qui rend sa liaison avec le prince Tokiyo cause des accusations portées contre Kan Shōjo, son père, et son exil.
Pendant ce temps, Sukune Tarō et son père Haji no Hyōe, qui sont au service de Shihei, se préparent à assassiner Kan Shōjo. L'escorte du ministre est censée arriver au point du jour et être signalée par le chant du coq. Tarō et Hyōe tuent Tatsuta, la femme de Tarō, et jettent son corps dans un étang à proximité. Ils tiennent un coq sur le cadavre et les corbeaux se rassemblent comme le veut la superstition japonaise. La fausse escorte préparée par Tarō et Hyōe emmène Kan Shōjo au loin.
Kakuju, découvrant le corps de sa fille et comprenant ce qui s'est passé, attaque et poignarde Tarō. La véritable escorte pour Kan Shōjo arrive alors, apprend que le ministre est déjà parti dans un autre palanquin et se prépare à partir à sa recherche. Juste à ce moment, la fausse escorte revient, ayant réalisé qu'elle a été dupée par une statue en bois du ministre. Plusieurs fois dans cette scène, Kan Shōjo montre une mystérieuse capacité à se transformer ou à se remplacer en une statue de bois. Il ressort du palanquin, la fausse escorte est arrêtée et Hyōe exécuté, avant le départ du ministre avec la vraie escorte, pour un adieu en larmes, à destination de son exil à Dazaifu,.

### Acte III
Comme c'est la norme dans les pièces de théâtre bunraku et kabuki en cinq actes, l'acte du milieu s'écarte des personnages principaux, de la noblesse et de la politique, pour se concentrer sur un ensemble de personnages différents, habituellement des roturiers. Le troisième acte de Sugawara contient des triplés, Umeōmaru, Sakuramaru et Matsuōmaru, chacun fidèle vassal de l'un des principaux personnages de la pièce (Kan Shōjo, le prince Tokiyo et Shihei respectivement). Les triplés portent chacun un symbole sur leur manche pour les identifier : « Ume », « Sakura » et « Matsu » sont les mots japonais pour désigner la fleur de prunier, la fleur de cerisier et le pin respectivement. Ils se distinguent également par leur maquillage et leur style de jeu. Sakuramaru est un type romantique et doux, à la façon wagoto, Umeōmaru est un héros dans le style aragoto avec maquillage facial au visage rouge vif et Matsuōmaru est un scélérat, le visage peint avec des lignes bleues.
La scène s'ouvre alors que Umeōmaru et Sakuramaru essayent d'arrêter le chariot de Shihei et sont confrontés à Matsuōmaru, un membre de l'entourage. Comme la paire commence à débrider les bœufs et détruire le véhicule, Shihei émerge, son visage bleu de maquillage le désignant comme un méchant. Il fixe les assaillants avec un regard mauvais et arrête leur attaque.
Dans la deuxième scène, les triplés voyagent vers la maison de leur père Shiradayū, vassal âgé de Kan Shōjō et qui habite au village de Sata, pour célébrer joyeusement son 70e anniversaire. Les trois commencent bientôt une lutte, mais sans épées à portée de main, s'attaquent les uns les autres avec des balles de foin. Bien que la lutte s'effectue à coups de balles de foin et autres objets usuels, la scène de combat est jouée dans le même style et la manière que la plus grande des scènes de combat aragoto. Au cours de la lutte, une branche du cerisier préféré de Kan Shōjo (sakura) est cassée. Shiradayū le remarque et l'interprète comme un présage qui représente la responsabilité de Sakuramaru pour la chute de Kan Shōjo, car il est celui qui a aidé à réunir Tokiyo et Kariya. Kan Shōjo arrive et, avec Shiradayū, châtie Matsuōmaru et le bannit de leur service ; Sakuramaru émerge alors et annonce sa décision de commettre seppuku afin d'expier sa faute. Shiradayū frappe une cloche tandis que meurt son fils,.

### Acte IV
La première scène du quatrième acte se déroule dans la résidence de Kan Shōjō à Dazaifu où il est exilé. Il se souvient de son prunier préféré (ume) qui apparaît tout à coup devant lui, s'étant lui-même déraciné pour voler de la capitale à Dazaifu. Kan Shōjō et Shiradayū admirent les fleurs quand Umeōmaru arrive avec un captif : Washizuka Heima, un sbire de Shihei.
Heima, ligoté, révèle l'intrigue de Shihei pour s'emparer du pouvoir, décrit chaque détail et déplore son sort d'avoir échoué dans sa mission de tuer Kan Shōjo et d'avoir été capturé. Apprenant la trahison de Shihei, Kan Shōjo devient enragé, brise une branche de prunier et en fouette la tête de Heima comme s'il s'agissait d'une épée. Il demande à Shiradayū et Umeōmaru de se dépêcher vers la capitale pour avertir l'empereur des plans de Shihei. Sachant qu'il ne peut pas retourner dans la capitale lui-même, du moins pas physiquement puisqu'il a été officiellement exilé, il promet de revenir comme un esprit en colère. À cette fin, il promet de voyager au sommet du mont Tenpai où il s'engagera dans des disciplines austères, prêtera serment aux dieux et deviendra un seigneur fantomatique du tonnerre. Comme il parle, une tempête se lève. Ses serviteurs le saisissent par les manches et essayent de l'arrêter mais il les rejette et s'envole dans le ciel où il commence déjà à se transformer en un esprit du tonnerre.
La deuxième scène du quatrième acte, Terakoya (« L'École du temple ») est l'une des scènes de la pièce les plus populaires et les plus souvent jouées. Elle a lieu à l'école provinciale dirigée par Genzô et Tonami où ils veillent sur le jeune Kan Shūsai. Shihei soupçonne que c'est là que le fils du ministre est caché et y envoie Matsuōmaru pour tuer le garçon et revenir avec sa tête. Parmi tous les serviteurs de Shihei, seul Matsuōmaru a la confiance de Shihei pour identifier la tête du garçon. Dans cette scène, Matsuōmaru est habillé d'un kimono noir avec des motifs de neige et de pins, ses cheveux sauvages et ébouriffés, signe de la tragédie à venir et de la maladie dont il se prétend atteint pour quitter le service de Shihei.
Cherchant à expier ses fautes passées, Matsuōmaru complote pour sauver la vie de Kan Shūsai, au prix de celle de son propre fils, Kotarō. Il envoie celui-ci à l'école où Genzō et Tonami décident qu'il est le seul dont la tête peut passer pour celle de Kan Shūsai. Cette scène est un exemple classique de conflit entre giri (l'honneur, la fidélité) et ninjo (la compassion humaine), comme Genzō et Tonami sacrifient un garçon innocent pour sauver le fils de leur maître. Lorsque le son de l'épée de Genzō frappant la tête de Kotarō est entendu dans les coulisses, Matsuōmaru prend une pose mie caractéristique, exprimant son angoisse réprimée. Il part alors avec la tête dans une boîte afin de l'identifier pour Shihei comme étant la tête de Kan Shūsai, prétendant avoir fait l'acte et ainsi sauvé la vie de Kan Shūsai.
Chiyo, l'épouse de Matsuōmaru, arrive à l'école pour récupérer son fils et Genzō et Tonami craignent un instant devoir la tuer aussi plutôt que de révéler leur tromperie. Mais Matsuōmaru lui-même arrive et explique à tous les intéressés que le garçon tué est son propre fils et qu'il a fait cela intentionnellement afin de compenser ses transgressions passées contre Kan Shōjo et la cour et son implication dans les manigances de Shihei.

### Acte V
La scène unique de l'acte V est rarement jouée dans le bunraku, et jamais dans le kabuki. Elle se déroule dans le palais impérial de Kyoto où une tempête fait rage. Au lendemain de la mort de Kan Shōjō, des discussions ont lieu au sujet de la succession de Kan Shūsai, son fils, à la tête du clan Sugawara. Bien que le clan est actuellement en disgrâce, le prince Tokiyo soutient que la tempête est causée par l'esprit en colère de Kan Shōjō et qu'en reconnaissant son innocence et en rétablissant l'honneur de sa famille en mettant Shūsai à sa tête l'apaisera.
Shihei saisit Kan Shūsai, menace de le tuer et déclare que rien, pas même un dieu du tonnerre, ne l'empêchera de renverser l'empereur et de s'emparer du pouvoir. Des éclairs tuent ses sbires tandis que Shihei reste ferme. Le jeune Kan Shūsai se dérobe alors que les fantômes de Sakuramaru et de sa femme apparaissent et attaquent Shihei. Le prêtre bouddhiste Hosshō frotte son rosaire bouddhiste et chante des prières pour éconduire les fantômes mais s'arrête quand il apprend les mauvais desseins de Shihei. Les fantômes attaquent de nouveau Shihei avec des branches de sakura et le tuent. La tempête se dissipe et les fantômes partent.
La pièce se termine tandis que le prêtre Hosshō déclare Kan Shūsai successeur de la maison Sugawara et confère à Kan Shōjo le premier rang supérieur de cour à titre posthume. Il déclare qu'un sanctuaire doit être construit à Kitano pour honorer le ministre qui doit maintenant être vénéré comme un dieu (kami) d'érudition.

## Galerie

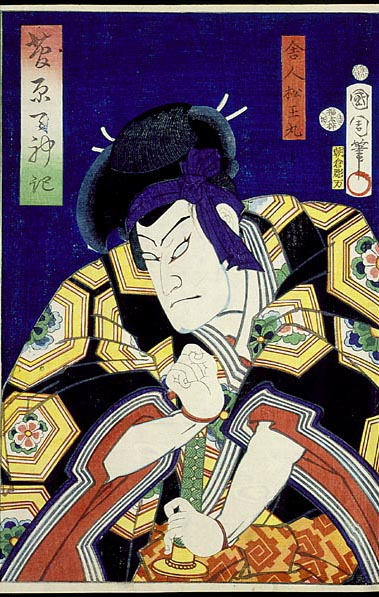
Acteur inconnu dans le rôle de Toneri Umemaru dans Sugawara no Michizane, circa 1860-1866, Toyohara Kunichika.
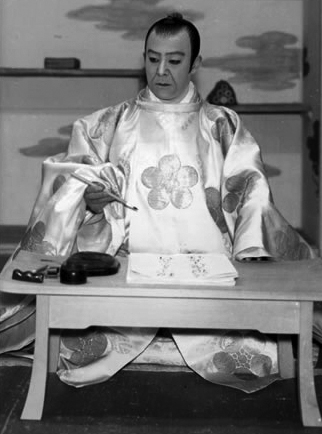
Kikugorō Onoe VI (1885-1949) en Kan Shōjō.
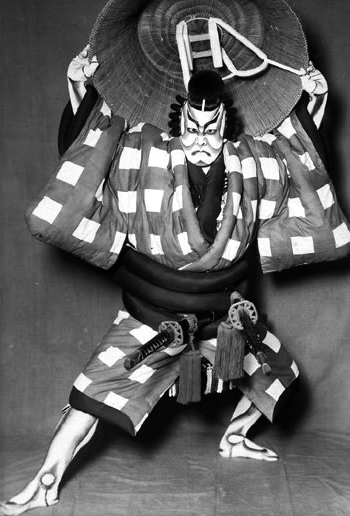
Kikugorō Onoe VI en Umeō-maru.
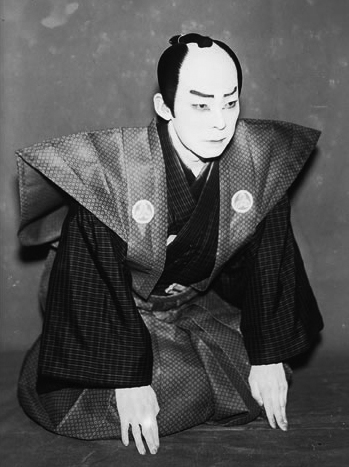
Nakamura Kichiemon I (1886-1954) en Takebe Genzō.
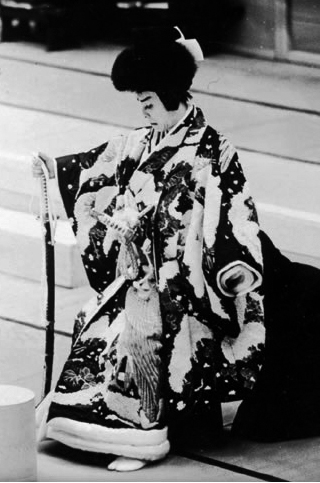
Nakamura Kichiemon I en Matsuō-maru.